# Савёлова, Зинаида Филипповна
Зинаида Филипповна Савёлова  (12 ноября 1862 года, Орёл — 14 марта 1943 года,  Москва) — русская учёная, музыковед, доктор искусствоведения (1941). Одна из первых русских учёных-музыковедов.

## Биография
Зинаида Филипповна Савёлова родилась 12 ноября 1862 года в городе Орёл.  В 1879 — 1881 годах училась на Высших женских курсах Герье. В 1910 году окончила московскую Народную консерваторию по курсу классической теории музыки Б. Л. Яворского. В консерватории училась также у композиторов М. М. Иванова-Борецкого и Сергея Ивановича Танеева.
Работала на разных должностях в учреждениях музыкальной культуры: в 1910 — 1919 годах — библиотекарем, потом заведующей академической библиотекой общества "Музыкально-теоретическая библиотека". В 1910—1913 годах — член правления Народной консерватории в Москве. В 1911—1913 годах работала преподавателем Мариинского женского училища. В 1914 — 1942 годах — научный сотрудник Музыкальной библиотеки им. С. И. Танеева Московской консерватории, Секретарь исторической ассоциации ГИМНа (1921 — 1923), исторической подсекции Музыкальной секции Государственной академии художественных наук (ГАХНа) (1923 — 1930). В 1926—1930 годах работала в журнале "Музыкальное образование".
В 1941 году защитила докторскую диссертацию, доктор искусствоведения. Область научных интересов — жизнь и творчество отечественных и зарубежных композиторов, музыкальных деятелей.  Зинаида Филипповна Савёлова — автор многочисленных статей и рецензий на зарубежные научные издания 1920-1930 годов в области музыки, статей о С. И. Танееве, Г. Пёрселле и др.
Скончалась в Москве 14 марта 1943 года. Похоронена в Москве на Новодевичьем кладбище.

## Труды
- "Библиографический указатель главнейшей литературы о композиторах "Могучей кучки" (Музыкальная новь, 1924, № 11).
- "С. И. Танеев в его библиотеке" (в сборнике: Сергей Иванович Танеев. Личность, творчество и документы его жизни. — М.; Л., 1925.
- "Обзор деятельности исторической подсекции Музыкальной секции Гос. академии художественных наук" (Музыкальное образование, 1926, № 5—6).
- "Бетховен и Одоевский" (Музыкальное образование, 1927, № 1—2).
- "Памяти Н. Ф. Финдейзена" (Музыкальное образование, 1928, № 4—5).
- "Мусоргский в кругу его личных знакомых. Материалы к биографии" (в сборнике: М. П. Мусоргский. К пятидесятилетию со дня смерти. — М., 1932).
- "Указатель литературы о Н. А. Римском-Корсакове" (совм. с Т. Н. Ливановой; СМ, 1933, № 3).
- "Неопубликованные письма Глинки" (Советское искусство, 1937, № 8).
- "Библиотека консерватории в 1914 г." (Советский музыкант, 1939, 19 марта).
- "Мои воспоминания о С. И. Танееве" (в сборнике: С. И. Танеев. Материалы и документы. Т. 1. — М., 1952).
- Перевод на рус. яз. кн.: Ландовская В. Старинная музыка (М, 1913), Швейцер А. И. С. Бах (М., 1934).